# Charles Conrad Abbott
Charles Conrad Abbott (ur. 4 czerwca 1843 w Trenton w New Jersey, zm. 27 lipca 1919 w Bristol w Pensylwanii) – amerykański archeolog i przyrodnik.

## Życiorys
Abbot urodził się w Trenton w stanie New Jersey jako syn bankiera Timothy'ego Abbotta i Susan Conrad. Jako dziecko pokochał przyrodę i rozpoczął trwającą całe życie fascynację florą i fauną doliny rzeki Delaware. Podobnie jak wielu młodych mężczyzn, których pociągała historia naturalna, nie widział żadnych perspektyw na przekształcenie swojej pasji w źródło utrzymania, dlatego zdecydował się studiować medycynę. Ukończył ją w Perelman School of Medicine na Uniwersytecie Pensylwanii. Okres wojny secesyjnej rozpoczął jako szeregowiec milicji New Jersey i w 1863 r. jego służba polegała ona głównie na pilnowaniu mostów na rzece Susquehanna. Później pracował już jako chirurg w Armii Północy.
Jeszcze w czasie studiów medycznych publikował swoje pierwsze artykuły z zakresu historii naturalnej, głównie z dziedziny ornitologii i ichtiologii. Abbott ukończył studia w 1865 r., ale nigdy nie praktykował medycyny. W 1867 r. poślubił Julię Boggs Olden, z którą miał troje dzieci.
W 1876 r. ogłosił odkrycie, później potwierdzone przez innych archeologów, śladów ludzkiej obecności w dolinie rzeki Delaware datowanej od zlodowacenia „Kansan” oraz, z przerwami, z okresu przed zlodowaceniami, kiedy człowiek, jak się uważa, przedostał się na kontynent amerykański.
Pomiędzy rokiem 1876 a 1889 był kuratorem Peabody Museum w Cambridge w stanie Massachusetts, któremu podarował kolekcję około 20 000 okazów archeologicznych.

## Publikacje
Przyrodnik publikował na łamach American Naturalist, Science, Nature, Science News oraz Popular Science Monthly. Opublikował również wiele książek popularnonaukowych o obserwowaniu środowiska naturalnego wokół domu, takich jak A Naturalist's Rambles about Home, (1884).
Inne jego pozycje to (wykluczono powieści):
- Upland and Meadow (1886)
- Wasteland Wanderings (1887)
- Outings at Odd Times (1890)
- Clear Skies and Cloudy (1899)
- In Nature's Realm (1900)
- Rambles of an Idler (1906)
- Archœologia Nova Cœsarea (1907-1909)